# Coupe d'Algérie de football 2014-2015
Navigation
Coupe d'Algérie
2013-2014 Coupe d'Algérie
2015-2016
La Coupe d'Algérie de football 2014-2015 est la 51e édition de la Coupe d'Algérie de football.
Le vainqueur de cette compétition sera qualifié pour le tour préliminaire de la Coupe de la confédération africaine.
Le groupe de télécommunications ATM Mobilis est le sponsor de la compétition.

## Calendrier

### Dates des matchs
| Tour                           | Nom                                  | Dates retenues              | Équipes participantes       | Équipes gagnantes           |                             |
| Épreuve éliminatoire (2014)    | Épreuve éliminatoire (2014)          | Épreuve éliminatoire (2014) | Épreuve éliminatoire (2014) | Épreuve éliminatoire (2014) | Épreuve éliminatoire (2014) |
| ------------------------------ | ------------------------------------ | --------------------------- | --------------------------- | --------------------------- | --------------------------- |
| 1                              | Premier tour                         | Dates régionales            | -                           | -                           |                             |
| 2                              | Deuxième tour                        | Dates régionales            | -                           | -                           |                             |
| 3                              | Troisième tour                       | ven.-sam. 14-15 novembre    | -                           | -                           |                             |
| 4                              | Quatrième tour                       | ven.-sam. 21-22 novembre    | -                           | -                           |                             |
| Compétition propre (2014-2015) |                                      |                             |                             |                             |                             |
| Entrée des 16 clubs de Ligue 1 |                                      |                             |                             |                             |                             |
| 5                              | Trente-deuxièmes de finale           | ven.-sam. 12-13 décembre    | 64                          | 32                          |                             |
| 6                              | Seizièmes de finale                  | ven.-sam. 26-27 décembre    | 32                          | 16                          |                             |
| 7                              | Huitièmes de finale                  | ven.-sam. 20-21 février     | 16                          | 8                           |                             |
| 8                              | Quarts de finale                     | ven.-sam. 13-14 mars        | 8                           | 4                           |                             |
| 9                              | Demi-finales                         | ven.-sam. 10-11 avril       | 4                           | 2                           |                             |
| 10                             | Finale stade Mustapha-Tchaker, Blida | samedi 2 mai                | 2                           | 1                           |                             |

### Dates des tirages au sort
Le tirage au sort des 32es et 16es de finale a eu lieu le lundi 1er décembre 2014 à l’hôtel Hilton d'Alger

## Avant Dernier Tour Régional
| Ligue d'Alger Avant Dernier tour régional (14/11/2014 à 14h 30) |                          |                 |                          |  |                |                         |
| 1                                                               | RC Kouba                 | 3 - 1 a.p       | IB Khemis El Khechna     |  |                | Reghaia                 |
| 2                                                               | IB Lakhdaria             | 0 - 2           | US Beni Douala           |  |                | Bordj Menail            |
| 3                                                               | RC Boumerdès             | 0 - 1           | WR Bordj Menaiel         |  |                | Zemmouri                |
| 4                                                               | OMR El Anasser           | 1 - 1 t.a.b     | JS Akbou                 |  |                | Lakhdaria               |
| 5                                                               | ES Hamiz                 | 0 - 2           | CRB Dar El Beida         |  |                | Dar El Beida            |
| 6                                                               | CRB Bordj El Kiffan      | 2 - 2 t.a.b     | CA Kouba                 |  |                | 1 Novembre / El Harrach |
| 7                                                               | JS Hai Djebel            | 1 - 3           | EC Oued Smar             |  |                | Bordj El Kiffan         |
| 8                                                               | WB Saoula                | 0 - 2           | US Oued Amizour          |  |                | Bouira                  |
| 9                                                               | ES Sour El Ghozlane      | 2 - 3           | Gouraya Bejaia           |  |                | Akbou                   |
| 10                                                              | NR Dely Ibrahim          | 0 - 0 t.a.b     | JS Bordj Menaiel         |  |                | Boudouaou               |
| 11                                                              | ERB Ouled Moussa         | 1 - 1 t.a.b     | Paradou AC               |  |                | Cheraga                 |
| 12                                                              | JSM Cheraga              | 1 - 1 t.a.b     | USM Chéraga              |  |                | Baraki                  |
| 13                                                              | Hydra AC                 | 1 - 2           | NARB Reghaia             |  |                |                         |
| 14                                                              | WA Rouiba                | -               | Olympique Tizi Rached    |  | 15/11/2014     | Bordj Menail            |
| 15                                                              | JS Azazga                | -               | Exempt                   |  |                |                         |
| Ligue de Blida Avant Dernier tour régional (// à 14h 30)        |                          |                 |                          |  |                |                         |
| 1                                                               | USM Blida                | 5 - 0           | CRB Tipaza               |  |                |                         |
| 2                                                               | O Médéa                  | 2 - 1           | SC Aïn Defla             |  |                |                         |
| 3                                                               | USMM Hadjout             | 3 - 2           | IRB Bougara              |  |                |                         |
| 4                                                               | ESM Koléa                | 2 - 0           | ES Berrouaghia           |  |                |                         |
| 5                                                               | CR Zoubiria              | -               | HB Guerouaou             |  |                |                         |
| 6                                                               | OCB Ksar El Boukhari     | -               | WA Boufarik              |  |                |                         |
| 7                                                               | CRB Ouled Ben Abdelkader | -               | ORB Oued Fodda           |  |                |                         |
| 8                                                               | CRB Boukadir             | -               | CRB Beni Tamou           |  |                |                         |
| 9                                                               | CRB Sendjas              | -               | Exempt                   |  |                |                         |
| 10                                                              | IB Mouzaia               | -               | Exempt                   |  |                |                         |
| Ligue d'Oran Avant Dernier tour régional (// à 14h 30)          |                          |                 |                          |  |                |                         |
| 1                                                               | RC Relizane              | 4 - 0           | ICS Tlemcen              |  |                |                         |
| 2                                                               | ES Mostaganem            | 1 - 0           | IRB El Kerma             |  |                |                         |
| 3                                                               | USM Oran                 | -               | CRB Hennaya              |  |                |                         |
| 4                                                               | JS Emir Abdelkader       | 0 - 0 t.a.b     | RCB Oued R'hiou          |  |                |                         |
| 5                                                               | US Remchi                | 4 - 0           | IRB Maghnia              |  |                |                         |
| 6                                                               | WA Mostaganem            | 2 - 0           | WA Tlemcen               |  |                |                         |
| 7                                                               | SCM Oran                 | -               | MB Sidi Chami            |  |                |                         |
| 8                                                               | OM Arzew                 | -               | WRB Djidiouia            |  |                |                         |
| 9                                                               | AS Marsa                 | -               | FCB Telagh               |  |                |                         |
| 10                                                              | ES Araba                 | -               | Nadjah Hammam Bou Hadjar |  |                |                         |
| 11                                                              | GS Sidi Khaled           | -               | CC Oran                  |  |                |                         |
| 12                                                              | Majd Zemmora             | -               | CR Bendaoud              |  |                |                         |
| 13                                                              | CRB Ben Badis            | -               | AS Ain Beida             |  |                |                         |
| 14                                                              | JRB Sidi Brahim          | -               | ASB Maghnia              |  |                |                         |
| Ligue de Saida Avant Dernier tour régional (// à 14h 30)        |                          |                 |                          |  |                |                         |
| 1                                                               | SA Mohamadia             | 2-2 t.a.b       | MC Saida                 |  |                |                         |
| 2                                                               | JSM Tiaret               | 1-3             | MB Hassasna              |  |                |                         |
| 3                                                               | USB Tissemsilt           | 0-1             | CR Mahdia                |  |                |                         |
| 4                                                               | IS Tighennif             | 2-2 t.a.b       | IRB Sougueur             |  |                |                         |
| 5                                                               | CC Sig                   | 0-2             | JS Sig                   |  |                |                         |
| 6                                                               | HB El Bordj              | -               | ESB Dahmouni             |  |                |                         |
| 7                                                               | IRB Oued El Abtal        | 2-2 t.a.b 6-5   | GC Mascara               |  |                | Tighennif               |
| 8                                                               | CRB Tircine              | -               | IRB Ain El Hadjar        |  |                |                         |
| Ligue de Constantine Avant Dernier tour régional(// à 14h 30)   |                          |                 |                          |  |                |                         |
| 1                                                               | MO Constantine           | 2 - 0           | MB Bazer Sakhra          |  |                |                         |
| 2                                                               | USM Sétif                | 2 - 1           | NRB Beni Oulbane         |  |                |                         |
| 3                                                               | HB Chelghoum Laid        | 2 - 1           | JJ Azzaba                |  |                |                         |
| 4                                                               | USM Ain Beida            | 1 - 0           | FC Bir El Arch           |  |                |                         |
| 5                                                               | AS Ain M'lila            | 1 - 1 t.a.b 5-4 | JS Redjas                |  |                |                         |
| 6                                                               | CAM Skikda               | 2 - 1 a.p       | JS Djijel                |  |                |                         |
| 7                                                               | NRB Telaghma             | 2 - 1           | WA Ramdane Djamel        |  |                |                         |
| 8                                                               | CR Village Moussa        | 2 - 1           | MB Constantine           |  |                |                         |
| 9                                                               | IRB Ain Lahdjar          | 1 - 0           | JSM Skikda               |  |                |                         |
| 10                                                              | ES Collo                 | -               | Exempt                   |  |                |                         |
| Ligue de Batna Avant Dernier tour régional (// à 14h 30)        |                          |                 |                          |  |                |                         |
| 1                                                               | CA Batna                 | -               | AS Bordj Ghedir          |  |                |                         |
| 2                                                               | CA Bordj Bou Arreridj    | -               | CRB Ain Djasser          |  |                |                         |
| 3                                                               | A Bou Saada              | -               | IRB Berhoum              |  |                |                         |
| 4                                                               | NRB El Achir             | 8 - 1           | NRB Oued El Ma           |  |                |                         |
| 5                                                               | MSP Batna                | 2 - 0 a.p       | US Doucen                |  |                |                         |
| 6                                                               | AB Merouana              | -               | CRB Kais                 |  |                |                         |
| 7                                                               | WR M'Sila                | -               | AB Barika                |  |                |                         |
| 8                                                               | NRB Ouled Derradj        | -               | US Biskra                |  |                |                         |
| 9                                                               | USF Bordj Bou Arréridj   | 3 - 0           | MC Bou Saada             |  |                |                         |
| 10                                                              | USM Khenchela            | 1 - 0           | AB Chemora               |  | partie arrêtée |                         |
| 11                                                              | CRB Ouled Djellal        | -               | MC M'Sila                |  |                |                         |
| 12                                                              | ES Bouakeul              | -               | Exempt                   |  |                |                         |
| Ligue de Annaba Avant Dernier tour régional (// à 14h 30)       |                          |                 |                          |  |                |                         |
| 1                                                               | HAMRA Annaba             | 2 - 0           | NRB El Ogla              |  |                |                         |
| 2                                                               | ES Souk Ahras            | 3 - 2           | IRB El Hadjar            |  |                |                         |
| 3                                                               | ES Guelma                | 2 - 1           | IRB Belkheir             |  |                |                         |
| 4                                                               | US Boukhadra             | 2 - 0           | JS Pont Blanc            |  |                |                         |
| 5                                                               | ES Besbes                | 1 - 0           | US Daghoussa             |  |                |                         |
| 6                                                               | WM Tébessa               | 4 - 0           | IRB Sedrata              |  |                |                         |
| 7                                                               | USM Annaba               | 1 - 0           | JSB Chebaita Mokhtar     |  |                |                         |
| 8                                                               | Nasr El Fedjoudj         | -               | NRB Cheria               |  |                |                         |
| 9                                                               | US Tebessa               | -               | Exempt                   |  |                |                         |
| 10                                                              | NRB El Kala              | -               | Exempt                   |  |                |                         |
| Ligue de Ouargla Avant Dernier tour régional (// à 14h 30)      |                          |                 |                          |  |                |                         |
| 1                                                               | NRB Touggourt            | 2 - 0           | IRB Robbah               |  |                |                         |
| 2                                                               | MB Hassi Massouad        | 1 - 0           | CRB Djemaa               |  |                |                         |
| 3                                                               | MB Rouissat              | 0 - 0 t.a.b     | JS Ksar Ouargla          |  |                |                         |
| 4                                                               | USB Hassi R'mel          | 4 - 0           | MC Mekhadma              |  |                |                         |
| 5                                                               | Athletic Hassi Massouad  | -               | ES Ouargla               |  |                |                         |
| 6                                                               | NT Souf                  | -               | CR Beni Thour            |  |                |                         |
| 7                                                               | IRB Berriane             | -               | Exempt                   |  |                |                         |
| Ligue de Béchar Avant Dernier tour régional 1999                |                          |                 |                          |  |                |                         |
| 1                                                               | US Béchar Djedid         | -               |                          |  |                |                         |
| 2                                                               | NSB Bouda                | -               |                          |  |                |                         |
| 3                                                               | GC Aïn Sefra             | -               |                          |  |                |                         |
| 4                                                               | ?                        | -               |                          |  |                |                         |

## Soixante-quatrièmes de finale
Dernier tour régional
| Ligue d'Alger        |                          |               |                        |  |  |                   |
| 1                    | JSM Bejaia               | 2-1           | JS Azazga              |  |  | OPOW Bejaia       |
| 2                    | USM Chéraga              | 1-0           | JS Bordj Menaiel       |  |  | Reghaia           |
| 3                    | US Beni Douala           | 1-0           | NARB Reghaia           |  |  | Bordj Menaiel     |
| 4                    | CRB Dar El Beida         | 0-0 t.a.b     | RC Kouba               |  |  | Baraki            |
| 5                    | US Oued Amizour          | 1-0           | EC Oued Smar           |  |  | Bouira            |
| 6                    | CA Kouba                 | 4-1           | JS Akbou               |  |  | Lakhdaria         |
| 7                    | ERB Ouled Moussa         | 0-0 t.a.b     | WR Bordj Menaiel       |  |  | Boudouaou         |
| 8                    | O Tizi Rached            | 2-1           | Gouraya Bejaia         |  |  | Ain Bessam        |
| Ligue de Blida       |                          |               |                        |  |  |                   |
| 1                    | USM Blida                | 3-1           | CRB Sendjas            |  |  | Ain Defla         |
| 2                    | O Médéa                  | 2-1           | IB Mouzaia             |  |  | Arbaa             |
| 3                    | ESM Koléa                | 1-1 t.a.b     | OCB Ksar El Boukhari   |  |  | OPOW Médéa        |
| 4                    | CRB Ouled Ben Abdelkader | 2-1           | USMM Hadjout           |  |  | Khemis Miliana    |
| 5                    | CR Zoubiria              | 3-3 t.a.b     | CRB Boukadir           |  |  | Hadjout           |
| Ligue d'Oran         |                          |               |                        |  |  |                   |
| 1                    | RC Relizane              | 4-2 a.p       | US Remchi              |  |  | Bouakeul Oran     |
| 2                    | ES Mostaganem            | 3-2 a.p       | WA Mostaganem          |  |  | Mostaganem        |
| 3                    | USM Oran                 | 3-2           | GS Sidi Khaled         |  |  | Hamam Bouhadjar   |
| 4                    | OM Arzew                 | 2-1           | Majd Zemmoura          |  |  | Ain Tedles        |
| 5                    | AS Marsa                 | 3-2 a.p       | SCM Oran               |  |  | El Kerma          |
| 6                    | ES Araba                 | 2-1 a.p       | CRB Ben Badis          |  |  | Sid Brahim        |
| 7                    | JS Emir Abdelkader       | 3-1           | JRB Sidi Brahim        |  |  | Témouchent        |
| Ligue de Saida       |                          |               |                        |  |  |                   |
| 1                    | MC Saida                 | 1-0           | JS Sig                 |  |  | Mascara           |
| 2                    | IS Tighennif             | 4-0           | IRB Oued El Abtal      |  |  | El Bordj          |
| 3                    | MB Hassasna              | 2-1           | ESB Dahmouni           |  |  | Tighennif         |
| 4                    | CRB Tircine              | 1-0           | CR Mahdia              |  |  | Frenda            |
| Ligue de Batna       |                          |               |                        |  |  |                   |
| 1                    | CA Batna                 | 2-0           | WR M'Sila              |  |  | stade             |
| 2                    | CA Bordj Bou Arreridj    | 3-1           | NRB Ouled Derradj      |  |  | stade             |
| 3                    | A Bou Saada              | 2-0           | USF Bordj Bou Arréridj |  |  | stade             |
| 4                    | NRB El Achir             | 2-1 a.p       | USM Khenchela          |  |  | stade             |
| 5                    | MSP Batna                | 2-0           | CRB Ouled Djellal      |  |  | stade             |
| 6                    | AB Merouana              | 2-0           | ES Bouakeul            |  |  | stade             |
| Ligue de Annaba      |                          |               |                        |  |  |                   |
| 1                    | HAMR Annaba              | 1-0           | ES Besbes              |  |  | El Hadjar         |
| 2                    | ES Souk Ahras            | 3-1           | US Tebessa             |  |  | Ouenza            |
| 3                    | ES Guelma                | 2-1           | WM Tébessa             |  |  | Souk Ahras        |
| 4                    | US Boukhadra             | 2-1           | USM Annaba             |  |  | Chabou Annaba     |
| 5                    | NRB El Kala              | 0-0 t.a.b 5-4 | Nasr El Fedjoudj       |  |  | Dréan             |
| Ligue de Constantine |                          |               |                        |  |  |                   |
| 1                    | MO Constantine           | 3-0           | USM Ain Beida          |  |  | Ain Kercha        |
| 2                    | DRB Tadjenanet           | 1-1 t.a.b 5-4 | AS Ain M'lila          |  |  | Mila              |
| 3                    | US Chaouia               | 1-0           | ES Collo               |  |  | Daksi Constantine |
| 4                    | AS Khroub                | 3-0           | CAM Skikda             |  |  | Douche Mourad     |
| 5                    | USM Sétif                | 1-1 t.a.b 7-6 | NRB Telaghma           |  |  | Tadjenanet        |
| 6                    | HB Chelghoum Laid        | 2-1           | CR Village Moussa      |  |  | Grarem            |
| 7                    | CRB Ain Fakroun          | 3-0           | IRB Ain Lahdjar        |  |  | Chelghoum Laid    |
| Ligue de Ouargla     |                          |               |                        |  |  |                   |
| 1                    | NRB Touggourt            | 2-1           | IRB Berriane           |  |  | Ouargla           |
| 2                    | Athletic Hassi Massouad  | 1-1 t.a.b     | MB Rouissat            |  |  | Mekhadma          |
| 3                    | MB Hassi Massouad        | 1-0           | USB Hassi R'mel        |  |  | Ghardaia          |
| 4                    | NT Souf                  | -             | Exempt                 |  |  |                   |
| Ligue de Bechar      |                          |               |                        |  |  |                   |
| 1                    | US Béchar Djedid         | 2-1 a.p       | GC Aïn Sefra           |  |  | stade             |
| 2                    | NSB Bouda                | -             |                        |  |  | stade             |

## Trente-deuxièmes de finale
| #  | Club à domicile          | Résultat          | Club à l'extérieur    | Lieu                                          | Date et heure        |
| -- | ------------------------ | ----------------- | --------------------- | --------------------------------------------- | -------------------- |
| 1  | US Boukhedra             | 0 - 0 (5 - 3 tab) | US Oued Amizour       | Stade Abdelkader Chabou, Annaba               | 13 décembre, 14 h 00 |
| 2  | Athletic Hassi Messaoud  | 1 - 0             | RC Relizane           | Stade 18 février, Rouisset (Ouargla)          | 13 décembre, 14 h 00 |
| 3  | NRB El Achir             | 1 - 0             | OM Arzew              | Stade 20 août 1955, Bordj Bou Arreridj        | 12 décembre, 14 h 30 |
| 4  | MC El Eulma              | 3 - 2             | A Bou Saada           | Stade Messaoud Zougar, El-Eulma (Sétif)       | 13 décembre, 14 h 00 |
| 5  | MO Bejaia                | 1 - 1 (4 - 3 tab) | JS Saoura             | Stade de l'Unité Maghrébine, Bejaïa           | 12 décembre, 16 h 00 |
| 6  | MO Constantine           | 1 - 3             | ES Sétif              | Stade Chahid Hamlaoui, Constantine            | 23 décembre, 16 h 00 |
| 7  | CRB Ouled Ben Abdelkader | 1 - 4             | USM Alger             | Stade Mohamed Boumezrag, Chlef                | 13 décembre, 14 h 00 |
| 8  | CR Zoubiria              | 0 - 1             | ASO Chlef             | Stade Imem Lyes, Médéa                        | 13 décembre, 14 h 00 |
| 9  | MSP Batna                | 0 - 1             | RC Arbâa              | Stade 1er novembre 1954, Batna                | 12 décembre, 14 h 30 |
| 10 | JS Kabylie               | 3 - 1             | CRB Dar El Beida      | Stade du 20 août 1955, Belouizdad (Alger)     | 13 décembre, 16 h 00 |
| 11 | NA Hussein Dey           | 2 - 1             | AS Marsa              | Stade du 20 août 1955, Belouizdad (Alger)     | 12 décembre, 16 h 00 |
| 12 | USM Blida                | 1 - 2             | CR Belouizdad         | Stade Mohamed Boumezrag, Chlef                | 15 décembre, 16 h 00 |
| 13 | CRB Ain Fakroun          | 1 - 0             | Olympique Tizi Rached | Stade Zerdani Hassouna, Oum El Boughi         | 12 décembre, 14 h 30 |
| 14 | CS Constantine           | 2 - 1 ap          | MC Alger              | Stade Chahid Hamlaoui, Constantine            | 13 décembre, 16 h 00 |
| 15 | ASM Oran                 | 2 - 1             | NRB Tougourt          | Stade Habib-Bouakeul, Oran                    | 13 décembre, 14 h 00 |
| 16 | CA Kouba                 | 2 - 1             | AB Merouana           | Stade Mohamed Benhaddad, Kouba (Alger)        | 12 décembre, 14 h 30 |
| 17 | AS Khroub                | 1 - 2             | MC Oran               | Stade Abed Hamdani, Khroub                    | 13 décembre, 14 h 00 |
| 18 | NSB Bouda                | 0 - 2             | MB Hassasna           | Béchar                                        | 13 décembre, 14 h 00 |
| 19 | USM Oran                 | 1 - 0             | ES Mostaganem         | Stade Ahmed-Zabana, Oran                      | 12 décembre, 16 h 00 |
| 20 | HAMRA Annaba             | 0 - 2             | USM Chéraga           | Stade Abdelkader Chabou, Annaba               | 12 décembre, 14 h 30 |
| 21 | US Chaouia               | 2 - 1             | MB Hassi Messaoud     | Stade Zerdani Hassouna, Oum El Boughi         | 13 décembre, 14 h 00 |
| 22 | O Médéa                  | 3 - 0             | JS Emir Abdelkader    | Stade Imem Lyes, Médea                        | 12 décembre, 14 h 30 |
| 23 | USM El Harrach           | 8 - 2             | IS Tighennif          | Stade du 1er novembre 1954, Mohamadia - Alger | 13 décembre, 14 h 00 |
| 24 | ES Guelma                | 1 - 1 (5 - 4 tab) | ERB Ouled Moussa      | Stade Ali Abda, Guelma                        | 12 décembre, 14 h 30 |
| 25 | NB Kala                  | 1 - 2             | MC Saida              | Stade Dridi Mokhtar, Hadjar                   | 13 décembre, 14 h 00 |
| 26 | USM Bel Abbès            | 3 - 1             | ES Aaraba             | Stade du 24 février 1956, Sidi Bel Abbès      | 13 décembre, 14 h 00 |
| 27 | ESM Kolea                | 3 - 0             | CRB Tircine           | Stade Mhamed Mouaza, Koléa (Tipaza)           | 12 décembre, 14 h 30 |
| 28 | JSM Bejaia               | 5 - 4             | CA Bou Arreridj       | Stade de l'Unité Maghrébine, Bejaïa           | 13 décembre, 14 h 00 |
| 29 | CA Batna                 | 2 - 0             | ES Souk Ahras         | Stade 1er novembre 1954, Batna                | 13 décembre, 14 h 00 |
| 30 | DRB Tadjenanet           | 2 - 1             | HB Chelghoum Laïd     | Stade Lahoua Smaïl, Tadjenanet (Mila)         | 12 décembre, 14 h 30 |
| 31 | US Béchar Djedid         | 0 - 3             | USM Sétif             | Stade du 20 août 1955, Béchar                 | 13 décembre, 14 h 00 |
| 32 | NT Souf                  | 0 - 0 (4 - 2 tab) | US Beni Douala        | Stade 1er novembre 1954, El Oued              | 12 décembre, 14 h 30 |

## Seizièmes de finale
| #  | Club à domicile         | Résultat          | Club à l'extérieur | Lieu                                      | Date et heure        |
| -- | ----------------------- | ----------------- | ------------------ | ----------------------------------------- | -------------------- |
| 1  | ASM Oran                | 2 - 1             | USM Sétif          | Stade Habib-Bouakeul, Oran                | 26 décembre, 16 h 00 |
| 2  | ES Guelma               | 0 - 1             | US Chaouia         | Stade Ali Abda, Guelma                    | 26 décembre, 14 h 30 |
| 3  | ES Sétif                | 3 - 2             | O Médéa            | Stade 8 mai 1945, Sétif                   | 27 décembre, 16 h 00 |
| 4  | USM Alger               | 2 - 0             | USM El Harrach     | Stade Omar Hamadi, Bologhine (Alger)      | 26 décembre, 16 h 00 |
| 5  | DRB Tadjenanet          | 1 - 1 (7 - 6 tab) | CR Belouizdad      | Stade Lahoua Smaïl, Tadjenanet (Mila)     | 26 décembre, 14 h 30 |
| 6  | CA Batna                | 0 - 1             | MO Bejaia          | Stade 1er novembre 1954, Batna            | 27 décembre, 16 h 00 |
| 7  | JSM Béjaia              | 1 - 1 (6 - 7 tab) | ASO Chlef          | Stade de l'Unité Maghrébine, Béjaïa       | 26 décembre, 16 h 00 |
| 8  | NRB El Achir            | 3 - 0             | NT Souf            | Stade 20 août 1955, Bordj Bou Arreridj    | 27 décembre, 16 h 00 |
| 9  | CA Kouba                | 0 - 0 (5 - 4 tab) | MB Hassasna        | Stade Mohamed Benhaddad, Kouba (Alger)    | 27 décembre, 14 h 00 |
| 10 | MC El Eulma             | 2 - 2 (1 - 4 tab) | JS Kabylie         | Stade Messaoud Zougar, El Eulma (Sétif)   | 27 décembre, 16 h 00 |
| 11 | ESM Koléa               | 1 - 0 ap          | US Boukhadra       | Stade Mhamed Mouaza, Koléa (Tipaza)       | 26 décembre, 14 h 30 |
| 12 | MC Saida                | 0 - 1 ap          | CRB Ain Fakroun    | Stade 13 avril 1958, Saïda                | 26 décembre, 14 h 00 |
| 13 | Athletic Hassi Messaoud | 1 - 3             | RC Arbâa           | Stade 18 février, Rouisset (Ouargla)      | 27 décembre, 14 h 00 |
| 14 | CS Constantine          | 1 - 0             | USM Bel Abbès      | Stade Mustapha-Tchaker, Blida             | 5 janvier, 16 h 00   |
| 15 | MC Oran                 | 3 - 0             | USM Oran           | Stade Ahmed-Zabana, Oran                  | 27 décembre, 16 h 00 |
| 16 | NA Hussein Dey          | 2 - 0             | USM Chéraga        | Stade du 20 août 1955, Belouizdad (Alger) | 27 décembre, 16 h 00 |

## Huitièmes de finale
Le tirage au sort des 1/8e et des 1/4 de finale a eu lieu le dimanche 4 janvier 2015 à l'Hôtel Hilton d'Alger.
| # | Club à domicile      | Résultat          | Club à l'extérieur  | Lieu                                      | Date et heure   |
| - | -------------------- | ----------------- | ------------------- | ----------------------------------------- | --------------- |
| 1 | CRB Ain Fakroun (D2) | 0 - 1             | RC Arbâa (D1)       | Stade Zerdani Hassouna, Oum El Boughi     | 20 février 2015 |
| 2 | JS Kabylie (D1)      | 1 - 0             | CS Constantine (D1) | Stade Omar Hamadi, Bologhine (Alger)      | 20 février 2015 |
| 3 | NA Hussein Dey (D1)  | 2 - 1 ap          | DRB Tadjenanet (D2) | Stade du 20 août 1955, Belouizdad (Alger) | 21 février 2015 |
| 4 | ASM Oran (D1)        | 1 - 1 (3 - 1 tab) | US Chaouia (D2)     | Stade Ahmed-Zabana, Oran                  | 20 février 2015 |
| 5 | ES Sétif (D1)        | 1 - 0             | ESM Koléa (D2)      | Stade 8 mai 1945, Sétif                   | 10 février 2015 |
| 6 | USM Alger (D1)       | 1 - 1 (4 - 5 tab) | ASO Chlef (D1)      | Stade Omar Hamadi, Bologhine (Alger)      | 10 mars 2015    |
| 7 | MC Oran (D1)         | 0 - 0 (1 - 4 tab) | MO Bejaia (D1)      | Stade Ahmed-Zabana, Oran                  | 21 février 2015 |
| 8 | NRB El Achir (D4)    | 0 - 0 (4 - 3 tab) | CA Kouba            | Stade 20 août 1955, Bordj Bou Arreridj    | 20 février 2015 |

## Quarts de finale
| # | Club à domicile     | Résultat          | Club à l'extérieur | Lieu                                      | Date et heure |
| - | ------------------- | ----------------- | ------------------ | ----------------------------------------- | ------------- |
| 1 | ASM Oran (D1)       | 2 - 2 (5 - 6 tab) | MO Béjaïa (D1)     | Stade Ahmed-Zabana, Oran                  | 14 mars 2015  |
| 2 | NRB El Achir (D4)   | 0 - 3             | ASO Chlef (D1)     | Stade 20 août 1955, Bordj Bou Arreridj    | 24 mars 2015  |
| 3 | NA Hussein Dey (D1) | 1 - 1 (1 - 3 tab) | RC Arbâa (D1)      | Stade du 20 août 1955, Belouizdad (Alger) | 13 mars 2015  |
| 4 | ES Sétif (D1)       | 2 - 1             | JS Kabylie (D1)    | Stade 8 mai 1945, Sétif                   | 10 mars 2015  |

## Demi-finales
| # | Club à domicile | Résultat          | Club à l'extérieur | Lieu                                 | Date et heure |
| - | --------------- | ----------------- | ------------------ | ------------------------------------ | ------------- |
| 1 | ES Sétif (D1)   | 1 - 1 (5 - 6 tab) | MO Béjaïa (D1)     | Stade 8 mai 1945, Sétif              | 10 avril 2015 |
| 2 | RC Arbâa (D1)   | 0 - 0 (3 - 0 tab) | ASO Chlef (D1)     | Stade Omar Hamadi, Bologhine (Alger) | 11 avril 2015 |

## Finale
| 2 mai 2015 | MO Béjaïa        | 1-0   | RC Arbâa | Stade Mustapha-Tchaker                                                                                              | |
| 16 h 00    | Zahir Zerdab 43e | (1-0) |          | Spectateurs : 35 000 Diffuseur : EPTV Arbitrage : Mohamed Bichari Brahim El Hamlaoui Mohamed Serradj Redouane Necib | Spectateurs : 35 000 Diffuseur : EPTV Arbitrage : Mohamed Bichari Brahim El Hamlaoui Mohamed Serradj Redouane Necib |
| 16 h 00    | Rapport          |       |          | Spectateurs : 35 000 Diffuseur : EPTV Arbitrage : Mohamed Bichari Brahim El Hamlaoui Mohamed Serradj Redouane Necib | Spectateurs : 35 000 Diffuseur : EPTV Arbitrage : Mohamed Bichari Brahim El Hamlaoui Mohamed Serradj Redouane Necib |

| Gardien de but | 1  | Ismaïl Mansouri      |     |     |
|                | 46 | Abdelkader Messaoudi | 85e |     |
|                | 5  | Zidane Mebarakou     |     |     |
|                | 31 | Salim Benali         |     |     |
|                | 2  | Amir Aguid           |     |     |
| Capitaine      | 99 | Nassim Dehouche      |     | 90e |
|                | 15 | Soumaila Sidibé      |     |     |
|                | 32 | Zahir Zerdab         |     |     |
|                | 10 | Faouzi Yaya          |     | 82e |
|                | 18 | Faouzi Rahal         |     |     |
|                | 9  | Okacha Hamzaoui      |     | 63e |
| Remplaçants :  |    |                      |     |     |
|                | 28 | Yassine Salhi        |     | 63e |
|                | 70 | Oumar N'Diaye        |     | 82e |
|                | 7  | Djamel Eddine Chatal |     | 90e |
| Entraîneur :   |    |                      |     |     |
|                |    | Abdelkader Amrani    |     |     |

| Gardien de but | 31 | Ahmed Fellah        |       |     |
|                | 64 | Houari Ferhani      |       |     |
| Capitaine      | 25 | Hamza Zeddam        | 90+2e |     |
|                | 5  | Mohamed Reda Maarif |       | 63e |
|                | 24 | Nasreddine Zaalani  |       |     |
|                | 18 | Farid Daoud         |       | 46e |
|                | 8  | Abdelmalek Mokdad   |       |     |
|                | 88 | Elyes Seddiki       | 75e   |     |
|                | 55 | Nassim Yattou       |       |     |
|                | 13 | Oussama Darfalou    |       |     |
|                | 21 | Djamel Bouaicha     |       | 54e |
| Remplaçants :  |    |                     |       |     |
|                | 78 | Mehdi Kacem         |       | 45e |
|                | 9  | Morgan Bitorgal     |       | 54e |
|                | 27 | Abdellah El Moudene |       | 63e |
| Entraîneur :   |    |                     |       |     |
|                |    | Mohamed Mihoubi     |       |     |